# Miliki y los cantantes ayudantes
Miliki y los cantantes ayudantes es el octavo y último álbum de estudio de Miliki, en el cual no se narra ninguna historia en sí.

## Lista de canciones
| N.º | Título                                | Duración |  |
| 1.  | «La gallina turuleca»                 | 2:49     |  |
| 2.  | «Los cuatro puntos cardinales»        | 2:38     |  |
| 3.  | «Do Re Mi (The sound of music)»       | 2:47     |  |
| 4.  | «Vaya Mentira» (Cover:)               | 3:26     |  |
| 5.  | «El juego del alfabeto»               | 3:02     |  |
| 6.  | «Chinito de amor»                     | 1:59     |  |
| 7.  | «Cero patatero»                       | 2:43     |  |
| 8.  | «Te huelen los pies»                  | 3:14     |  |
| 9.  | «Susanita» (Cover:)                   | 1:58     |  |
| 10. | «El auto nuevo»                       | 3:24     |  |
| 11. | «El desván mágico de Miliki»          | 2:36     |  |
| 12. | «Nuestro arcoiris (Over the rainbow)» | 3:38     |  |
| 13. | «Hola Don Pepito (Instrumental)*»     |          |  |

- Bonus Track

## Intérpretes
- Miliki: Voz y acordeón
- José Morato y Óscar Gómez: Voces y coros
- Lalo: Coros
- Lelo: Coros
- Lulu: Coros
- Lolo: Coros
- La abuela Lela: Colaboración en "La gallina turuleca"
- Paquito D'Rivera en "Hola Don Pepito (Instrumental)"
- Rita Irasema y Pilar Valdés: Colaboración en "Chinito de amor" y "Te huelen los pies"
- Cristina Pedroche: Colaboración en "El auto nuevo" y "Te huelen los pies"
- Brays Efe: Colaboración en "Los cuatro puntos cardinales", "Cero patatero" y "Te huelen los pies"
- María Isabel: Colaboración en "Te huelen los pies" y "Nuestro arcoiris"
- Patati Patatá:Colaboración en "Do Re Mi"
- Rodolfo Chikilicuatre: Colaboración en "Te huelen los pies"
- Ángela Carrasco: Colaboración en "Susanita" y "Te huelen los pies"
- Lola Álvarez: Colaboración en "Vaya mentira","El juego del alfabeto", "La gallina turuleca", "El desván mágico de Miliki" y "Te huelen los pies"
- Los Lunnis: Colaboración en "Te huelen los pies"

- Datos: Q6016412